# Modding
A modding (az angol „modify”, azaz módosítani szóból) szleng eredetű kifejezés a házilag módosított, gyakran eredeti céljától eltérő funkciót kapott eszközre. Elsősorban számítógép hardverére vagy játékszoftverekre értik. A művelet eredménye a „modification”, röviden „mod”.

## Jellemzői
Hardver esetén elsősorban a teljesítmény fokozását jelenti, pl. vízhűtés bevezetésével, de olyan extrém átalakításokig is terjedhet, mint egy (továbbra is működőképes) számítógép belsejének akváriummá alakítása. Szoftver esetén általában egy videójáték részleges átírását, egyes részeinek lecserélését jelenti, az eredmény egy olyan fájl vagy fájlcsoport (a „mod”), amelyet a szoftver telepített példányához integrálva, az megváltoztatja a játék bizonyos elemeit, pl. szereplőket, játékmenetet, a grafikus környezetet, vagy egyes beállításokat. Például a Wolfenstein 3D játék egyik modjában a náci katonák helyett mikulások jelentek meg. A modokat általában az egyszerű felhasználónál magasabb szintű programozói tudással rendelkező rajongók készítik.
Ha egy játék módosítása olyan mértékű, hogy már egy új játéknak tekinthető (ennek pontos feltételei, kritériumai persze nem egyszer s mindenkorra meghatározottak, elsősorban a készítők szándékától függ), akkor teljes konverzióról (total conversion) beszélünk.

## Külső hivatkozások
- Tóth Balázs: Neoncsövek és gigahertzek a tuningversenyen – Index, 2003. szeptember 29.
- Miért világít a számítógép? – Index, 2005. szeptember 19.
- Magyarósi Csaba: Moddolt mellek és díszített gyorsítótárak – Index, 2006. szeptember 15.
- Szedlák Ádám: Megunt játékok újratöltve – Origo, 2009. április 20.